# Arghus
Arghus (s polnim imenom Arghus Soares Bordignon), brazilski nogometaš, * 19. januar 1988, Alegrete, Brazilija.
Arghus je nekdanji nogometaš, igral je na poziciji branilca.

## Klubska kariera
Po vrsti kratkih nastopov za različne evropske in brazilske klube, je Arhus podpisal triletno pogodbo s slovenskim prvoligaškim klubom NK Maribor.. Med časom, ko je nastopal za Reggino, je pridobil italijansko državljanstvo, tako da nastopa v državah članicah EU kot domač igralec.

## Zasebno življenje
Arghus je poliglot, saj tekoče govori kar tri jezike: portugalsko, špansko in italijansko ter pogovorno tudi angleško. Ima dvojno državljanstvo, Brazilsko in Italijansko.